# Al·lantoïna
L'Al·lantoïna o glioxil-diurea és una compost químic de fórmula C
4H
6N
4O
3 derivat de l'oxidació de l'àcid úric, present a l'al·lantoide, el líquid amniòtic i l'orina fetal. El seu nom IUPAC és: (2,5-Dioxo-4-imidazolidinil) urea. És un neologisme que procedeix del grec ἀλλᾶ-ς/-ντος gr. (“cordó”) -īn(a) quím. (“substància”), introduït en el segle xix. El seu nom prové d'una estructura unida al cordó umbilical dels mamífers que la produeixen i anomenada al·lantoide. Es presenta com una pols cristal·lina incolora. S'utilitza per a estimular la regeneració epitelial de ferides i úlceres.

## Introducció
És una substància nitrogenada d'una sèrie complexa que conté dues molècules d'urea o els seus radicals, com ara l'àcid úric o al·lantoïna. Podem trobar molts compostos orgànics nitrogenats en algunes plantes i a l'orina d'alguns mamífers. La forma degradada final de les purines als primats és l'àcid úric o urat sòdic mentre que a la resta dels mamífers s'excreta com a al·lantoïna per oxidació de l'urat sòdic. Els amfibis i la majoria dels peixos oxiden l'al·lantoïna a la urea i glioxilat i alguns invertebrats marins ho fan fins a NH
4 i CO
2.
És un compost químic blanc, cristal·litzable (5-ureidohidantoïna); la seva fórmula és C
4H
6N
4O
3, present a moltes plantes i als líquids al·lantoide i amniòtic. Químicament, també se l'anomena glioxil-diurea.

## Història
L'al·lantoïna fou aïllada per primera vegada el 1800 pel metge italià Michele Francesco Buniva (1761–1834) i el químic francès Louis Nicolas Vauquelin, que consideraren erròniament que era present al líquid amniòtic. El 1821, el químic francès Jean Louis Lassaigne ho trobà al líquid de l'al·lantoide; l'anomenà "l'àcid al·lantoic". El 1837, els químics alemanys Friedrich Wöhler i Justus Liebig el sintetitzaren a partir de l'àcid úric i el reanomenaren "al·lantoïna".